# Hada draudti
Hada draudti är en fjärilsart som beskrevs av Wagner 1936. Hada draudti ingår i släktet Hada och familjen nattflyn. Inga underarter finns listade i Catalogue of Life.